# زرزور (جسر الشغور)
زرزور قرية تتبع ناحية دركوش في منطقة جسر الشغور في محافظة إدلب في سورية.
تقع على ارتفاع 370م عن سطح البحر فوق هضبة منبسطة في الطرف الشرقي لهضبة القصير، إلى الجنوب الغربي من بلدة دركوش بمسافة 6 كم. بيوتها القديمة من الحجر والطين ، والحديثة من الحجر والبلوك والاسمنت، تنتشر مساكنها على امتداد طريق جسر الشغور - دركوش المارة فيها.
بلغ عدد سكانها 5467 نسمة عام 2008 ، يعتمدون على زراعة الزيتون والحبوب والتبغ بمساحة 1105 هكتار، إلى جانب تربية الأبقار والدواجن، يشرب أهلها من مشروع ري يستمد مياهه من بئر في قرية الزهراء (خريبة)، وتتصل ببلدة دركوش عبر طريق معبّد بالإسفلت ، كما تتبعها بعض المزارع كالعابدينية ومزرة .
ذكر قتبة الشهابي أن القرية ترقى للعهد المملوكي، في حين يشير كتاب المخبأ والمدفون في بلد الزيتون أنّ تسميتها تعود لطائر الزرزور الذي يعيش في أحراجها، إلا أن الأقرب للواقع أن التسمية قديمة وليست عربية ثم جرى تحريفها إلى زرزور حيث كانت سابقاً (دار دور).